# Hyposoter sanguinator
Hyposoter sanguinator är en stekelart som beskrevs av Aubert 1960. Hyposoter sanguinator ingår i släktet Hyposoter och familjen brokparasitsteklar. Inga underarter finns listade i Catalogue of Life.